# Élections en France sous la Deuxième République
La Deuxième République française correspond à une période relativement courte de moins de quatre années. Elle débute au moment des journées révolutionnaires de février 1848 qui renversent la monarchie de Juillet (proclamation de la République par le gouvernement provisoire le 25 février et proclamation officielle par la Constituante le 4 mai) et se termine au moment du coup d'État du 2 décembre 1851 par Louis-Napoléon Bonaparte, mais il est possible d'adjoindre la période allant jusqu'au 2 décembre 1852, date à laquelle le Second Empire est officiellement proclamé. Durant cette courte période se tiendront quelques élections, dont la chronologie suit.

## Élections des députés constituants
Les 23 et 24 avril (qui tombent cette année-là au moment des fêtes de Pâques), les électeurs votent pour élire les députés d'une Assemblée nationale constituante (dite simplement "la Constituante"). Les républicains modérés remportent la majorité des sièges.
Le 4 juin, élections complémentaires pour la Constituante ont lieu. C'est un succès pour la droite monarchiste et la gauche républicaine : Thiers, Louis-Napoléon Bonaparte, Proudhon, Pierre Leroux sont élus.
Les 17 et 18 septembre, d'autres élections complémentaires pour la Constituante se déroulent. Louis-Napoléon Bonaparte est élu dans cinq départements.
Cette Assemblée nationale tiendra sa dernière séance le 26 mai 1849.

## Élections municipales de 1848
Des élections municipales se tiennent le 3 juillet 1848. Les notables traditionnels en sortent renforcés, mais on voit l'apparition d'une opposition "de gauche" (en particulier dans le Sud-Est).

## Élections cantonales de 1848
Des élections cantonales se déroulent les 27 août et 3 septembre 1848.

## Élection présidentielle de 1848
La première élection présidentielle de l'histoire de France se tient le 10 décembre, et voit la victoire de Louis-Napoléon Bonaparte.
| Candidat                 | Tendance                      | %       |
| ------------------------ | ----------------------------- | ------- |
| Louis-Napoléon Bonaparte | Monarchiste / Bonapartiste    | 74,44 % |
| Louis-Eugène Cavaignac   | Militaire, Républicain modéré | 19,65 % |
| Alexandre Ledru-Rollin   | Républicain, Gauche           | 05,08 % |
| François-Vincent Raspail | Républicain, Extrême gauche   | 00,49 % |
| Alphonse de Lamartine    | Républicain                   | 00,28 % |
| Nicolas Changarnier      | Monarchiste                   | 00,07 % |

## Élections législatives de 1849

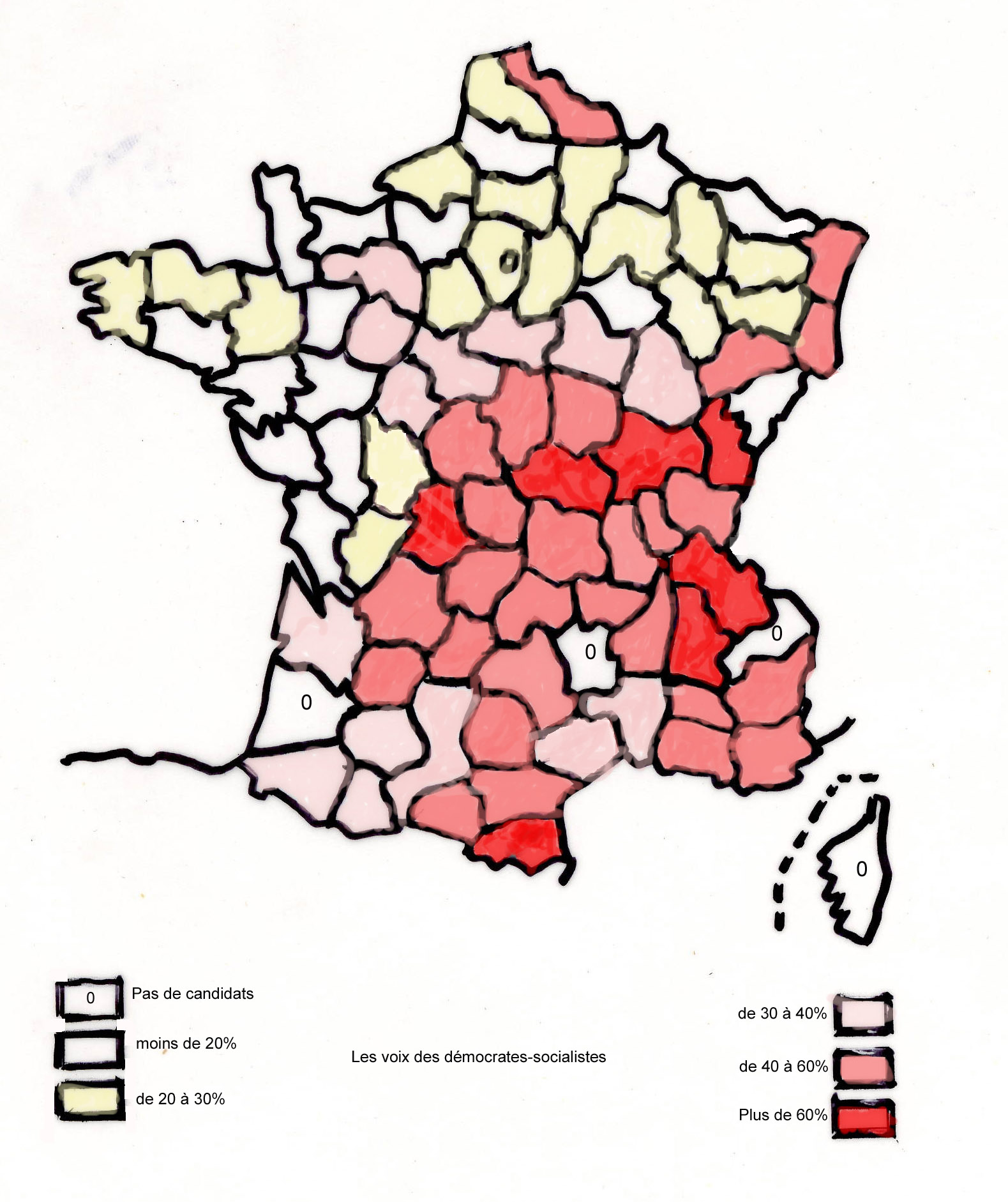
Les voix de la gauche républicaine aux élections législatives de 1849

Les 13 et 14 mai, élection des députés de l'Assemblée législative. Le Parti de l'Ordre (royalistes et bonapartistes) a la majorité absolue (80 républicains modérés et 180 démocrates-socialistes de La Montagne).
La première séance de cette Assemblée législative se tient le 28 mai. André Dupin est élu président de l'Assemblée.
Le 10 mars 1850, on organise dans 16 départements des élections complémentaires pour remplacer les députés républicains de gauche déchus de leur mandat. On constate le succès des républicains de gauche (les démocs-socs)).

## Période de transition
Le 21 décembre 1851 a lieu un plébiscite qui ratifie le coup d'État du 2 décembre  par 92 % des suffrages exprimés.
Le 29 février 1852, des élections pour élire les représentants du Corps législatif se tiennent. C'est une victoire totale des candidats officiels, après une campagne électorale contrôlée par le prince-président et ses préfets.
Le 31 juillet 1852, des élections cantonales se déroulent.
Les 21 et 22 novembre, un deuxième plébiscite approuve le rétablissement de l'Empire.